# 小行星7603
小行星7603（英語：7603 Salopia）是一颗围绕太阳公转的小行星。1995年7月25日，S. P. Laurie在什罗普郡发现了此天体。
这颗小行星的绝对星等为37.90833等。